# ミケランジェロ -神になろうとした男-
『ミケランジェロ』 -神になろうとした男-（ミケランジェロ かみになろうとしたおとこ）は宝塚歌劇団のミュージカル作品。花組公演。形式名は「三井住友VISAシアター　宝塚グランド・ロマン」。宝塚は20場、東京は18場。
作・演出は谷正純。本公演における併演作品は『VIVA!』。

## 解説
※『宝塚歌劇100年史（舞台編）』の宝塚大劇場公演参考。
ルネサンス期の芸術家・ミケランジェロ・ブオナローティの燃え尽きることのなかった激情の生涯を描いたミュージカル。時の権力者に抗し、神の代わりに生命を創り出そうとしたミケランジェロの作品やコンテッシーナとの魂の交流を通して、人間愛を讃歌している。
花組トップスター・愛華みれの宝塚サヨナラ公演。渚あきが星組へ、彩乃かなみが宙組へ、宙組から遠野あすかが異動なったため、宝塚と東京では一部配役を変更している。

## 公演期間と公演場所
- 2001年7月6日 - 8月13日（新人公演：7月24日）　宝塚大劇場[1][3]
- 2001年9月29日 - 11月11日（新人公演：10月16日）　東京宝塚劇場[2]

## スタッフ
※氏名の後ろに「宝塚」、「東京」の文字がなければ両劇場共通。
- 作曲・編曲：吉崎憲治[1]/宮原透[1]
- 編曲：前田繁実（宝塚）[1]、脇田稔（東京）[2]
- 音楽指揮：岡田良機（宝塚）[1]、大谷木靖（東京）[2]
- 振付：尚すみれ[1]
- 装置：新宮有紀[1]
- 衣装：任田幾英[1]
- 照明：勝柴次朗[1]
- 音響：加門清邦[1]
- 小道具：石橋清利[1]
- 効果：扇野信夫[1]
- 演技指導：村田富久[1]
- 演出助手：大野拓史[1]
- 装置助手：國包洋子[1]
- 小道具補：谷田祥一[1]
- 舞台進行：日笠山秀観（宝塚）[1]、西原徳充（東京）[2]
- 舞台美術製作：株式会社宝塚舞台[1]
- 演奏：宝塚歌劇オーケストラ（宝塚）[1]
- 演奏コーディネート：株式会社内藤音楽事務所（東京）[2]
- 制作：木村康久[1]
- 衣装生地提供：ミカレディ株式会社[1]
- 協賛：三井住友カード株式会社[1]
- 演出担当（新人公演）：大野拓史[2][3]

## 特別出演（宝塚における本公演）
※氏名の後ろの（）は2001年当時の所属組。
- 舞千鶴（専科）[1]
- 汝鳥伶（専科）[1]
- 樹里咲穂（専科）[1]

## 主な配役

### 本公演
※氏名の前に「宝塚」、「東京」の文字がなければ両劇場共通。「（　）」は宝塚において汝鳥伶、途中休演による代役。
- ミケランジェロ・ブォナローティ - 愛華みれ[1]
- コンテッシーナ・デ・メディチ - 大鳥れい[1]
- ジュリアーノ・ブジャルディーニ - 匠ひびき[1]
- ルイーザ・デ・メディチ - 宝塚：渚あき[1]、東京：遠野あすか[2]
- メンドリーニ - 樹里咲穂[1]
- ラファエロ - 春野寿美礼[1]
- ユリウス二世 - 宝塚：汝鳥伶（夏美よう）[1]、東京：未沙のえる[2]
- ジョバンニ - 夏美よう（矢吹翔）[1]
- クラリーチェ - 宝塚：彩乃かなみ[1]、東京：舞風りら[2]

### 新人公演
※氏名の前に「宝塚」、「東京」の文字がなければ両劇場共通。
- ミケランジェロ - 蘭寿とむ[3]
- コンテッシーナ - 沢樹くるみ[3]
- ジュリアーノ - 愛音羽麗[3]
- ルイーザ - 彩風蘭[3]
- メンドリーニ - 桐生園加[3]
- ラファエロ - 花央レミ[3]
- ユリウス二世 - 悠真倫[3]
- ジョバンニ - 宝塚：壮一帆[3]、東京：橘梨矢[2]
- クラリーチェ - 舞名里音[3]